# Серпер Йосип Лазарович
Йо́сип Ла́зарович Се́рпер (14 вересня 1911, Одеса — 9 листопада 2002, Сан-Франциско, США) — радянський військовик часів другої світової війни, командир 60-го окремого штурмового інженерно-саперного батальйону 12-ї окремої штурмової інженерно-саперної бригади (51-а армія, Південний фронт), капітан. Герой Радянського Союзу (1943).

## Життєпис
Народився 14 вересня 1911 року в місті Одесі в родині робітника. Єврей. У 1925 році закінчив семирічку й розпочав трудову діяльність учнем у кустарно-водопровідній майстерні. У 1929 році закінчив школу ФЗУ, працював токарем з металу в головних майстернях Одеського трамваю. Одночасно, без відриву від виробництва, навчався в Одеському індустріальному технікумі.
У лавах РСЧА з 1933 по 1935 і з травня 1938 року. Брав участь у польському поході РСЧА 1939 року і радянсько-фінській війні 1939–1940 років. Член ВКП(б) з 1941 року. Учасник німецько-радянської війни з 5 лютого 1942 року. Воював на Закавказькому, Південному, 4-у Українському і 3-у Білоруському фронтах.
Командир 10-го гірського мінно-інженерного батальйону 2-ї гірської мінно-інженерної бригади капітан Й. Л. Серпер під час форсування річки Дон поблизу міста Азова під вогнем супротивника забезпечив будівництво мосту і просування частин 44-ї армії. Використавши напівзруйновані споруди Азовської судноверфі, виключно чітко організував виготовлення дерев'яних напівпонтонів мостового парку в кількості 56 штук. Під час будівництва мосту поблизу Батайська в системі дамби Батайськ — Ростов, особисто вишукував і доправляв необхідні матеріали, забезпечивши будівництво мосту на 3 дні раніше поставленого терміну.
Особливо командир 60-го окремого штурмового інженерно-саперного батальйону 12-ї окремої штурмової інженерно-саперної бригади капітан Й. Л. Серпер відзначився під час визволення міста Мелітополя Запорізької області. Штурмовики-сапери під його командуванням з мінімальними втратами супроводжували бойові порядки піхоти, знищивши при цьому 12 вогневих точок, захопили 2 укріплених будинки, знищивши їх гарнізони, підірвали мінами 12 німецьких танків (з них 6 «Тигрів») і 1 бронетранспортер, знищивши їх екіпажи. Підбиті танки спалили, не давши змоги супротивнику їх евакуювати з поля бою. Вміло організував дії з прикриття мінами наступу 91-ї і 126-ї стрілецьких дивізій.
Війну гвардії майор Й. Л. Серпер закінчив на посаді командира 8-го гвардійського окремого мото-штурмового інженерно-саперного батальйону 2-ї гвардійської мото-штурмової інженерно-саперної бригади.
З 1946 року гвардії майор Й. Л. Серпер — у запасі. Мешкав у Одесі, працював на різних адміністративно-господарських посадах. У 1963 році закінчив Одеський технологічний інститут холодильної і харчової промисловості, після чого працював інженером виробничого об'єднання «Одесхолодмаш».
У 1989 році емігрував до США. Мешкав у місті Сан-Франциско (штат Каліфорнія), де й помер 9 листопада 2002 року.

## Нагороди
Указом Президії Верховної Ради СРСР від 1 листопада 1943 року за зразкове виконання бойових завдань командування по прориву укріпленої смуги німців і визволення міста Мелітополя та виявлені при цьому відвагу і героїзм, капітанові Серперу Йосипу Лазаровичу присвоєне звання Героя Радянського Союзу з врученням ордена Леніна і медалі «Золота Зірка» (№ 1293).
Також був нагороджений двома орденами Вітчизняної війни 1-го ступеня (31.10.1944, 11.03.1985), орденом Червоної Зірки (14.03.1943) і медалями.